# Vittorio Passalacqua
Vittorio Passalacqua (Genova, 27 ottobre 1903 – ...) è stato un politico italiano.

## Biografia
Iscritto al Partito Nazionale Fascista dal 1º luglio 1920, prese parte alla marcia su Roma e fu un influente gerarca del fascismo ligure, ricoprendo anche importanti incarichi quali segretario federale della Provincia di Genova (1933-1937), di Siena (1937-1941) e di Bolzano (1941-1942).
Fu deputato alla Camera per la XXX legislatura.